# Mafia (Computerspiel)
Mafia ist ein Third-Person-Shooter der tschechischen Firma Illusion Softworks. Mafia erschien 2002 für den PC und zwei Jahre später für die PlayStation 2 und die Xbox. Es zählt zum Spiele-Genre der Actionspiele, weist aber auch Action-Adventure- und Rennspiel-Anteile auf. Vom Spielprinzip ist es eng verwandt mit Grand Theft Auto (GTA), allerdings sind in Mafia im Gegensatz zu diesem Missionen und freies Spiel als getrennte Spielmodi realisiert.
Der Nachfolger Mafia II wurde im August 2007 zusammen mit einem Trailer auf der Games Convention vorgestellt und erschien im August 2010. Mafia III erschien im Oktober 2016. Im Mai 2020 wurde mit Mafia: Definitive Edition ein Remake des Spiels für PC, PlayStation 4 und Xbox One für den 28. August 2020 angekündigt, welches letztendlich am 25. September 2020 veröffentlicht wurde.

## Handlung

### Historische Hintergründe und Adaptionen
Im Spiel wird die Existenz der amerikanischen Cosa Nostra adaptiert. Begriffe und Gegenstände wie die „Lupara“, eine zweimündige, laufverkürzte Schusswaffe, und „Omertà“, das Schweigegebot, werden im Spiel verwendet. Der Begriff „Consigliere“ (Berater) bezeichnet Franks Aufgabe im Spiel.
Der Name Morello ist historisch verbürgt; u. a. Peter Morello und seine Brüder können als Vorläufer der Genovese-Familie in New York City gelten.
Auch zu Mario Puzos Mafiaepos Der Pate, das in drei Teilen von Francis Ford Coppola verfilmt worden ist, gibt es Parallelen. So trägt das Hotel, in dem Tommy in der achten Mission eine Prostituierte umbringen soll, den Namen der Mafiafamilie Corleone, um die sich die Handlung in Puzos Roman dreht.
Das auf einer Anhöhe gelegene Villenviertel Lost Heavens trägt den Namen Oak Hill. Im gleichnamigen realen Stadtteil der US-amerikanischen Stadt Indianapolis wurde der bekannte amerikanische Gangster John Herbert Dillinger geboren, der als erster „Staatsfeind Nr. 1“ in die Kriminalgeschichte der USA einging.

### Handlungsverlauf
Mafia versetzt den Spieler nach Lost Heaven (dt. verlorener Himmel), eine fiktive US-amerikanische Großstadt im Stile von Städten wie New York City und Chicago in den 1930er Jahren. In Lost Heaven regieren zwei Mafia-Familien die Unterwelt, die Salieris und die Morello-Familie.
In einer einleitenden Videosequenz sieht man den Protagonisten Tommy, der sich mit einem Detective der Polizei namens Norman trifft. Tommy möchte aus der Mafia aussteigen und bietet sich daher als Kronzeuge an, wenn ihm im Gegenzug Straffreiheit und eine neue Identität garantiert werden. Die Geschichte wird nun in Rückblenden vom Spieler durchgespielt, zwischendurch zeigen immer wieder Videosequenzen das fortschreitende Gespräch zwischen Tommy und Norman.
Thomas „Tommy“ Angelo, der Protagonist, gerät als Taxifahrer zwischen die Fronten, als er von zwei Mitgliedern der Salieris gezwungen wird, diesen als Fluchtfahrer auszuhelfen. So lernt er Paulie und Sam kennen und zieht sich gleichzeitig den Zorn der Morellos zu. Seine anfängliche Abneigung gegen die Mafia überwindet er nach einem Angriff auf ihn, und er bittet Don Salieri um Hilfe.
Der Don erscheint als freundlicher und hilfsbereiter Mann, er bietet Tommy einen Job an und garantiert ihm Sicherheit.
Tommy wird nun in den Mafia-Alltag eingeführt, die ersten Missionen drehen sich um Einschüchterung und das Eintreiben von Schutzgeld. Die anfänglichen Skrupel werden von seinen neuen Freunden schnell zerstreut, die Erfolge und das daraus gewonnene Lebensgefühl wiegen schwerer.
Der Spieler lernt außerdem die Tochter Sarah des zur Familie gehörenden Barkeepers Luigi kennen, welche er vor einer Gruppe Schläger beschützt. Zwischen beiden entwickelt sich eine Beziehung.
Die Aufträge werden mit der Zeit härter, Tommy bekommt den Befehl, eine Prostituierte zu töten, die Informationen an Morello weitergegeben hat. Da diese jedoch eine Freundin von Sarah ist, lässt Tommy sie laufen und widersetzt sich somit Don Salieri, auch wenn er dies geheim hält. Im Zuge dieser Mission kommt es zu einer der umstrittensten Szenen im Spiel, einer Schießerei in einer Kirche. An diese schließt sich ein Gespräch zwischen Tommy und dem Priester an, welches sich um Schuld und Vergebung dreht.
Die Handlung wird stetig gewalttätiger, Konflikte scheinen immer öfter zu eskalieren. Frank, der Anwalt und Buchhalter von Salieri, macht sich Sorgen um seine Familie und will der Polizei Beweise liefern, wenn er nach Europa fliehen darf. Damit hat er die Omertà gebrochen, und Tommy erhält die Anweisung, ihn zu liquidieren (das Level, in welchem man den Auftrag bekommt, heißt ebenfalls „Omerta“). Tommy beschließt am Flughafen nach einem längeren Gespräch mit Frank jedoch, ihn und seine Familie laufen zu lassen, wenn er die Beweise ausgehändigt bekommt. Er behauptet gegenüber dem Don, er habe Frank getötet. Am Anfang des nächsten Levels sieht man eine Videosequenz, die „Franks Begräbnis ohne Frank“ zeigt.
Im weiteren Verlauf des Spiels kann Tommy sich den immer brutaleren Methoden der Mafia jedoch nicht entziehen, nach einem Anschlag auf Salieri und ihn beim Essen beschließt der Don, den Krieg zwischen den Familien endgültig zu beenden und die Morellos auszuschalten. Aus Tommys Kommentaren zur Geschichte, die er Norman erzählt, erfährt man, dass er diese Vorgehensweise zunehmend hinterfragt, auch in Anbetracht der Tatsache, dass er, wie Frank, nun eine Familie mit Sarah hat. Er führt die Aufträge jedoch weiterhin aus und tötet die hochrangigen Mitglieder der Morello-Familie.
Nachdem Tommy, Paulie und Sam zufällig aufdecken, dass Don Salieri sie um Geld betrogen hat, noch dazu Einnahmen aus einem Diamantendeal (im Remake Drogendeal), entschließen sich Paulie und Tommy dazu, selbst für ihr Wohl zu sorgen und eine Bank zu überfallen. Paulie, der von der Straße kommt und Salieri viel zu verdanken hat, fühlt sich hintergangen und sieht sein Leben in einer Sackgasse. Sam möchte bei diesem Nebenjob nicht mitmachen, er vertraut weiterhin auf den Don. Am Tag nach dem geglückten Überfall findet Tommy Paulie tot in seiner Wohnung vor, und Sam möchte sich mit ihm in einem Kunstmuseum treffen. Hier erfährt Tommy, dass der Don Paulies Ermordung angeordnet hat und außerdem weiß, dass Tommy die Prostituierte und Frank laufen ließ. Das Treffen ist ein Hinterhalt, und Tommy beschließt nach der Schießerei und dem Showdown gegen Sam, sich mit Detective Norman zu treffen.
Im Epilog erfährt man, dass Salieri und seine Leute verurteilt wurden. Salieri selbst wird zum Tod auf dem elektrischen Stuhl verurteilt (im englischen Original bekommt er nur eine lebenslange Haftstrafe), die Mindeststrafen liegen bei 8 Jahren Haft.
Die letzte Videosequenz zeigt Tommy vor seinem Haus nach dem Zweiten Weltkrieg, als er gerade den Garten gießt. Zwei Männer, die im Übrigen Vito und Joe, die beiden Hauptfiguren des zweiten Teils, sind, kommen auf ihn zu, nennen ihn bei seinem alten Namen und erschießen ihn mit den Worten „Mr. Salieri richtet seine Grüße aus!“
Das Spiel endet mit den letzten Worten von Thomas Angelo:

„Wissen Sie, die Welt wird nicht von geschriebenen Gesetzen regiert. Sondern von Menschen. Entweder mithilfe der Gesetze oder nicht. Es kommt auf jeden Einzelnen an, wie seine Welt ist. Was er aus ihr macht. Und man braucht eine gehörige Portion Glück, damit einem niemand das Leben zur Hölle macht. Und es ist nicht so einfach, wie man in der Grundschule lernt. Aber es ist gut, hohe Ideale zu haben und daran festzuhalten. In der Ehe, beim Verbrechen, im Krieg … Immer und überall. Ich hab’s versaut. So wie Paulie und Sam. Wir wollten ein besseres Leben, aber am Ende erging es uns schlechter als den meisten anderen. Wissen Sie, es ist wichtig, das richtige Maß zu finden. Ja, Maß, das ist das richtige Wort. Der Typ, der zu viel erreichen will, riskiert, absolut alles zu verlieren. Und derjenige natürlich, der zu wenig vom Leben will, kriegt vielleicht gar nichts.“

Nach Abschluss der Storymissionen wird ein neuer Spielmodus freigeschaltet, der „Freie-Fahrt-Extrem-Modus“, in dem mehr oder weniger knifflige Aufgaben gelöst werden müssen, wodurch kuriose Bonusfahrzeuge freigeschaltet werden können.

## Spielprinzip

### Steuerung
Der Spieler steuert die Figur mit Tastatur und Maus. Das Spiel ist ein so genannter Third-Person-Shooter, d. h., man sieht den Spieler aus einer Verfolgerperspektive. In einer Umgebung, die nicht genügend Platz dafür hat, schaltet das Programm automatisch in die First-Person-Ansicht. Außerdem existiert eine Mission, in der man sich im Laderaum eines fahrenden LKW aufhält und von dort aus Verfolger mit einer Maschinenpistole (Tommygun) beseitigen muss, in dem das Geschehen ebenfalls, aber nicht zwangsweise, aus der Ego-Perspektive dargestellt wird.
Fahrzeuge können mit Tastatur oder Lenkrad gesteuert werden. Während des Fahrens besteht die Möglichkeit, sich mit bestimmten Tasten umzusehen, was vor allem bei Schießereien während der Fahrt unerlässlich ist. Die Maus tritt beim Umsehen aus dem Auto erst dann in Funktion, wenn man aus dem Auto heraus die gezogene Waffe abfeuern möchte.
Nach dem Erreichen bestimmter Missionsziele wird automatisch ein Speicherpunkt angelegt. Eine manuelle Speicherfunktion existiert hingegen nicht.

### Fahrzeuge
Sämtliche Fahrzeuge verfügen über einen Benzintank, der sich unter bestimmten Bedingungen während der Fahrt leert. So ist der Wagen, den der Spieler zu Beginn jeder Mission erhält, vollgetankt und bleibt es auch, solange man mit diesem fährt. Stiehlt man jedoch ein anderes Auto, kann sich dessen Tank mitunter leeren. Dann hat man aber die Möglichkeit, den Tank an einer Tankstelle auffüllen zu lassen, sofern man sie zeitig genug erreicht. Es ist vor allem beim „Freie Fahrt“-Modus wichtig, die Tankanzeige im Auge zu behalten. Allerdings kostet das Tanken in diesem Modus einen Geldbetrag.
Kollisionen oder Schusswechsel hinterlassen sichtbare Schäden an den Fahrzeugen, Scheiben zersplittern, Reifen platzen, Achsen brechen, die Karosserie verformt sich dank physikalisch korrektem Schadensmodell und Einschusslöcher verzieren die Oberfläche. Dies hat teilweise Einfluss auf das Fahrverhalten. Nach besonders schweren Unfällen oder Gewehrsalven beginnt die Motorhaube zu rauchen und nach einiger Zeit explodiert das Auto, was für die Insassen den Tod bedeutet. Anders als in vergleichbaren Spielen wie beispielsweise der GTA-Reihe, explodieren Fahrzeuge nicht, wenn sie einige Zeit auf dem Dach oder der Seite liegen bleiben.
Während der Fahrten durch Lost Heaven muss Tommy die Straßenverkehrsordnung einhalten. So drohen Bußgelder, wenn der Spieler mit erhöhter Geschwindigkeit unterwegs ist oder Unfälle verursacht. Wenn allerdings keine Polizisten in der Nähe sind, kann der Spieler die Regeln nach Belieben brechen. Wenn einem bereits ein Bußgeld auferlegt wurde, kann es bei Nichtbezahlung passieren, dass der Spieler von der Polizei verfolgt wird und letztendlich sogar (sollte er Fahrerflucht begangen haben und erwischt worden sein) verhaftet wird. Wenn er allerdings in der Nähe der Polizei eine Waffe abfeuert oder einen Polizisten mit dem Auto an- oder überfährt, erhalten die Polizisten den Befehl ihn zu liquidieren.
Einige der Fahrzeuge, welche sich an realen Vorbildern orientieren, sind nach Rockbands benannt, z. B. ein Modell namens „Ulver“ (DeSoto Airflow) oder der „Falconer“ (Stutz Blackhawk).

## Spielwelt

### Lost Heaven
Lost Heaven ist eine fiktive Metropole an der amerikanischen Ostküste. Sie liegt an der Mündung eines Flusses. Die Stadt erstreckt sich über beide Ufer und über eine Insel in der Mündung. Auf dieser liegt das Zentrum der Stadt. Sie ist über mehrere Brücken und einen Tunnel mit den beiden Festlandteilen verbunden. Neben dem Zentrum auf der Insel gibt es weitere Viertel, wie z. B. Little Italy, Chinatown, Hoboken, Works Quarter oder das reiche Oak Hill, deren Funktion denen ihrer realen Vorbilder gleicht, und die auch dementsprechend ausgestattet sind. Zu den Sehenswürdigkeiten der Stadt gehören eine große Kunstgalerie (welche eine virtuelle Ausgabe des Kunsthistorischen Museums in Wien ist), eine Rennstrecke und ein Ausflugsdampfer. Die Giuliano Bridge erinnert an die Golden Gate Bridge. Auch die kleine Kirche inmitten der Hochhäuser in Downtown hat ein reales Vorbild: die Trinity Church.
Lost Heaven verfügt über ein öffentliches Nahverkehrssystem, bestehend aus einer Hochbahnlinie, die beide Festlandteile mit der Insel verbindet, und drei Straßenbahnlinien, welche in den jeweiligen Teilen der Stadt fahren.
Außerhalb von Lost Heaven liegt ein Flughafen. Zudem verfügt die Stadt über einen Seehafen und einen Bahnhof.
Die Hochbahn und die Straßenbahn können vom Spieler nach Belieben benutzt werden.
Aus der Stadt führen drei Straßen hinaus. Die modellierte Umgebung von Lost Heaven enthält neben dem bereits erwähnten Flughafen ein Motel, mehrere Farmen und einen Staudamm, sowie diverse unterschiedliche Brücken und einen Tunnel. Während der Missionen wird nur ein kleiner Teil der Gegend abgedeckt. Erst in den Freifahrt-Modi des Spiels kann man die ganze Gegend beliebig erkunden.
Die Entwickler bemühten sich um ein organisches Aussehen der Stadt. Abhängig von Tageszeit sind unterschiedlich viele Fußgänger und Polizeistreifen unterwegs, bei Regen tragen diese Regenschirme. Zudem reagieren die Bürger Lost Heavens auf Tommy, wenn er etwa schießt, oder sie schreien ihn an, wenn er Unfälle provoziert. Einige Bürger geben ihr Auto nicht einfach auf, wenn Tommy sie aus diesem herauszieht, sondern wehren sich – entweder mit ihren Fäusten, Baseballschlägern oder Revolvern.
Dementsprechend reagiert auch die Polizei, wenn der Spieler offen mit einer Waffe durch die Stadt läuft oder eine Schießerei beginnt. An einigen Stellen verändert sich die Stadt im Verlauf des Spiels. So fahren zu Beginn noch sehr alte, langsame Autos durch die Straßen, während zum Ende viel leistungsstärkere und aerodynamische, neuere Autos auf diesen unterwegs sind. Auch gibt es Baustellen, welche zu Beginn die Bewegungsfreiheit des Spielers in der Stadt eingrenzen, oder ein Hochhaus, das im Verlauf immer vollständiger wird.

### Figuren
Die Geschichte der Figuren spielt für die Handlung in Mafia eine wesentliche Rolle.

#### Hauptfiguren
- Thomas „Tommy“ Angelo (Sprecher ist Stephan Schwartz): Der Protagonist. Er kommt zufällig zur Mafia, macht dort schnell Karriere, sagt jedoch am Ende als Kronzeuge aus, um seine Frau und seine Tochter zu schützen. Schließlich wird er Jahre danach auf Befehl Salieris ermordet.

- Detective Norman (Dirk Fenselau): Detective Norman ist ein Kriminalbeamter. Er ist derjenige, der Tommy hilft, sich zu schützen und Don Salieri hinter Gitter zu bringen. Während man die Geschichte von Tommy spielt, wird man immer wieder durch Zwischensequenzen unterbrochen, die das Gespräch zwischen Tommy und Detektiv Norman im Jahre 1938 zeigen.

- Don Ennio Salieri (Helmut Krauss): Er ist das Oberhaupt der Familie Salieri und der Erzfeind von Morello, obwohl beide früher zusammenarbeiteten. Er macht auf Tommy anfangs einen freundlichen Eindruck, mit der Zeit tritt seine Brutalität jedoch immer offener zutage. Nach dem misslungenen Attentat auf Tommy und dem darauffolgenden Verfahren wird er zum Tode verurteilt.

- Paulie (Mogens von Gadow): Paulie ist Tommys bester Freund und Partner. Er ist auf der Straße aufgewachsen und verdankt Salieri viel. Trotzdem wendet er sich am Ende gegen den Don und wird daraufhin getötet. Paulie ist bei der Mafia aufgewachsen, Tommys Skrupel sind ihm daher fremd. Mogens von Gadow hat im Film GoodFellas – Drei Jahrzehnte in der Mafia auch die Stimme von Tommy DeVito (Joe Pesci) gesprochen.

- Sam (Andreas Gröber): Sam ist ebenfalls ein Kollege von Tommy, er ist relativ distanziert und verhält sich dem Don gegenüber loyal. Am Ende wird er von Tommy getötet.

- Frank Coletti (Peter Heusch): Frank ist die rechte Hand des Don, doch trotz der engen Verbundenheit entscheidet er sich für die Sicherheit seiner Familie und sagt gegen Salieri aus. Tommy lässt ihn trotzdem laufen, Frank wird jedoch Jahre später in Europa aufgespürt und vermutlich ermordet.

- Don Morello: Der Erzfeind Salieris. Er wird oft als offen gewalttätig dargestellt, er war früher mit Don Salieri befreundet, als sie gemeinsam für Don Peppone arbeiteten. Er wird 1935 von Tommy, Paulie und Sam ermordet.

#### Nebenfiguren
- Ralphie (Peter Wenke), der Autonarr der Familie. Auffällig sind sein geringer Intellekt und sein starkes Stottern.
- Vincenzo (Michael Deckner), er versorgt die Mitglieder der Familie mit Waffen. Er und Salieri kennen sich seit ihrer Kindheit.
- Lucas Bertone (Eric Borner), ein Freund von Ralphie. Über Bonusaufträge bei ihm kann Tommy in Besitz besonderer Autos gelangen.
- Sarah (Sylvia Steiner), die Frau von Thomas Angelo und Tochter von Barkeeper Luigi.
- Luigi (Michael Betz), der Barkeeper von Salieri’s Bar und der Vater von Sarah.
- Michelle, Prostituierte und beste Freundin von Tommys Frau Sarah, wird von Sam getötet, nachdem Tommy sie in der Mission „Die Hure“ laufen ließ.
- Der Staatsanwalt, dessen Villa Tommy in der Mission „Besuch bei Reichen Leuten“ besuchen muss, um Dokumente zu stehlen, die die Salieri-Familie belasten.
- Sergio Morello Jr., der Bruder von Don Morello, er wird in der Mission „Verdammter Glückspilz“ nach drei Fehlschlägen von Tommy getötet.

## Diverses
In der deutschen Version können Passanten nicht getötet werden, weder durch Waffen noch durch Autos, Autofahrer hingegen schon. Blut ist in der deutschen Version ebenfalls nicht vorhanden.
Die Fahrer der anderen Wagen beim Autorennen sind nach Heavy-Metal-Musikern benannt – vorwiegend Sänger aus dem Death Metal/Grindcore-Bereich. So sind Chris Barnes (Six Feet Under), Peter Tägtgren (Hypocrisy), „Thomas Warrior“ (Celtic Frost), David Vincent (Morbid Angel), Bill Steer (Carcass), Will Rahmer (Mortician) und Barney Greenway (Napalm Death) zu entdecken.
Das Spiel erschien in einer CD-Version mit drei CDs, einer limitierten Special Edition mit Kugelschreibern, Karten und ähnlichen Gimmicks und in einer Version auf DVD, die das Handbuch als PDF-Datei auf dem Datenträger enthält. Diese DVD-Version ist bereits auf die Version 1.2 gepatcht und ist freigegeben ab 16 Jahren. Im Handel erhältlich ist praktisch nur noch die DVD-Version, deren Kopierschutz jedoch vielen Anwendern ein Spielen nicht erlaubt. Entsprechende Dateien zur Lösung des Problems sind beim Publisher auf Anfrage erhältlich.

## Musik
Die Musik des Spiels besteht hauptsächlich aus klassischem Jazz und stammt größtenteils von der Gitarren-Legende Django Reinhardt.

## Konsolenversionen
2004 erschienen Versionen für die PlayStation 2 und die Xbox. Allerdings wurde bei der PS2 die manuelle Zielerfassung der PC-Version beibehalten, so dass dies in Verbindung mit der eher ungenauen Steuerung des Gamepads, zu einer Erhöhung des Schwierigkeitsgrades des Spiels führt. Allerdings ist es möglich mit den oben eingesetzten Tasten (L2 + R2) die Ziele automatisch anzuvisieren. Des Weiteren werden gesuchte Gegenstände und Orte oder fallengelassene Waffen mit roten Kreisen markiert, welches das Spiel in diesen Gesichtspunkten deutlich vereinfacht. Auch besteht in der PS2-Version die Gefahr des „Hängenbleibens“ der Spielfiguren, wenn sie sich irgendwo in den Räumen verfangen oder wenn sich der Spieler während einer Zwischensequenz ungünstig hinstellt, so dass der Gesprächspartner nicht mehr weggehen kann. Erwähnen kann man dazu noch, dass in der PS2-Version weder getankt noch die Gänge manuell gewechselt werden können. Der „Freie-Fahrt-Extrem“-Modus existiert auch nicht.

## Rezeption
Größtenteils wurde Mafia positiv bewertet, weshalb es auch von der Zeitschrift GameStar zum Spiel des Jahres 2002 gewählt wurde. Besonders die Atmosphäre, die Grafik und die deutsche Synchronisierung kamen bei den Testern gut an.
Kritisiert wurde unter anderem die sehr schwere Mission Fairplay (bei der der Spieler ein extrem anspruchsvolles Autorennen gewinnen muss). Deren Schwierigkeitsgrad lässt sich inzwischen infolge eines Patches allerdings einstellen. Auch die linearen Missionen erhielten Kritik.

## Nachfolger

### Mafia II
Am 21. August 2007 wurde Mafia II in einer Pressemitteilung von Take 2 Interactive angekündigt. Diesmal mit neuer Grafik-Engine, neuen Charakteren und neuer Zeitspanne (1940er & 1950er Jahre). Das Spiel wurde von 2K Czech (ehemals Illusion Softworks) entwickelt und ist für PC und für die Konsolen Xbox 360 und PlayStation 3 erschienen.
Zehn Tage später veröffentlichte der Publisher 2K Games auf der offiziellen Website zu Mafia II den ersten offiziellen Trailer des Spiels. In dem 1:36 Minuten langen Video erhält man erste Eindrücke von der Stadt und den Charakteren von Mafia II.
Neue Hauptperson des Spiels ist der junge Vito Scaletta. Er arbeitet mit seinem Freund Joe für verschiedene Auftraggeber, hauptsächlich aber für zwei Mafia-Familien. Wie im Vorgänger ist New York die Vorlage der Stadt, heißt dieses Mal jedoch „Empire Bay“. Empire Bay wird durch die drei rivalisierenden Mafiafamilien „Vinci“, „Falcone“, „Clemente“ und andere Gangstergruppierungen beherrscht.

### Mafia III
Auf der Gamescom 2015 kündigte 2K Games Mafia III an. Das Open-World-Spiel entstand bei dem amerikanischen Studio Hangar 13; 2K Czech unterstützte jedoch die Entwicklung. Mafia III spielt in einem Zeitraum ab 1968 und ist angesiedelt in der fiktiven Stadt New Bordeaux, die von New Orleans inspiriert wurde. Protagonist ist der Afroamerikaner und Kriegsveteran Lincoln Clay. Vito Scaletta ist als einer der Nebencharaktere im dritten Teil vertreten. Mafia III handelt von Clays Rachefeldzug gegen die italienische Mafia. Am 7. Oktober 2016 erschien Mafia III für Xbox One, PlayStation 4 und Microsoft Windows.

### Mafia: The Old Country
Auf der Gamescom 2024 wurde der vierte Teil der Reihe Mafia: The Old Country für das Jahr 2025 angekündigt. Am 8. August 2025 erscheint Mafia: The Old Country für Xbox X/S, PlayStation 5 und Microsoft Windows, kündigte 2K an.